# Камерун на Светском првенству у атлетици на отвореном 2013.
Камерун је учествовао на 14. Светском првенству у атлетици на отвореном 2013. одржаном у Москви од 10. до 18. августа четрнаести пут, односно учествовао је на свим првенствима одржаним до данас. Репрезентацију Камеруна представљао је један такмичар који се такмичио у трци на 100 метара.
На овом првенству Камерун није освојио ниједну медаљу, нити је постигнут неки рекорд.

## Учесници
Мушкарци:
- Идриса Адам — 100 м

## Резултати

### Мушкарци
| Атлетичар   | Дисциплина | Лични рекорд | Предтакмичење | Предтакмичење | Квалификације | Квалификације | Полуфинале           | Полуфинале           | Финале               | Финале      | Детаљи |
| Атлетичар   | Дисциплина | Лични рекорд | Резултат      | Место         | Резултат      | Место         | Резултат             | Место                | Резултат             | Место       | Детаљи |
| ----------- | ---------- | ------------ | ------------- | ------------- | ------------- | ------------- | -------------------- | -------------------- | -------------------- | ----------- | ------ |
| Идриса Адам | 100 м      | 10,14 НР     | 10,56 кв      | 3 гр 3        | 10,70         | 8 гр 3        | Није се квалификовао | Није се квалификовао | Није се квалификовао | 52 / 73(75) |        |